# Cambounet-sur-le-Sor
Cambounet-sur-le-Sor är en kommun i departementet Tarn i regionen Occitanien i södra Frankrike. Kommunen ligger i kantonen Puylaurens som tillhör arrondissementet Castres. År 2022 hade Cambounet-sur-le-Sor 972 invånare.

## Befolkningsutveckling
Antalet invånare i kommunen Cambounet-sur-le-Sor
| Referens: INSEE |